# Cunonia rotundifolia
Cunonia rotundifolia là một loài thực vật có hoa trong họ Cunoniaceae. Loài này được Däniker mô tả khoa học đầu tiên năm 1931.